# Pat Toomey
Patrick Joseph Toomey, detto Pat (Providence, 17 novembre 1961), è un imprenditore e politico statunitense, senatore per lo stato della Pennsylvania dal 2011 al 2023 e in precedenza, dal 1999 al 2005,  membro per tre mandati della Camera dei Rappresentanti per lo stesso stato.
Membro del Partito Repubblicano ed ex banchiere di Wall Street,  Toomey ha vinto le primarie repubblicane per il Senato degli Stati Uniti del 2010 in Pennsylvania ed è stato eletto dopo aver sconfitto alle elezioni generali il candidato democratico, l'ex ammiraglio a tre stelle della Marina e membro del Congresso Joe Sestak.  È stato rieletto al Senato nel 2016, sconfiggendo la candidata democratica Katie McGinty. Toomey è un repubblicano molto conservatore, soprattutto sui temi dell'aborto e dei diritti LGBT.
Il 5 ottobre 2020, Toomey ha annunciato che non si sarebbe candidato alla rielezione per un terzo mandato al Senato nel 2022. Il 13 febbraio 2021, Toomey è stato uno dei sette senatori repubblicani a votare per condannare Donald Trump per incitamento all'insurrezione nel suo secondo processo di impeachment.

## Biografia
Nato a Providence, Rhode Island,  è il terzo di sei figli di genitori cattolici, Mary Ann (nata Andrews) di East Providence e Patrick Joseph Toomey di Providence. Suo padre era un sindacalista che posava i cavi per la Narragansett Electric Company, sua madre lavorava come segretaria part-time presso la chiesa cattolica di St. Martha. Suo padre era di origini irlandesi e sua madre di origini portoghesi. I nonni di sua madre erano tutti nati nelle Azzorre.
Toomey ha frequentato la La Salle Academy con una borsa di studio partecipando al programma di educazione civica Close Up Washington e si è laureato all'Harvard College nel 1984. Successivamente ha lavorato  presso note banche d'investimento tra cui la Chemical Bank e Morgan, Grenfell & Co. Nel 1991 si è dimesso dopo che Morgan, Grenfell & Co, è stata acquisita da Deutsche Bank con il timore, ha affermato, che Deutsche Bank avrebbe imposto un ambiente di lavoro meno flessibile e imprenditoriale. Lo stesso anno, Toomey e due fratelli minori, Steven e Michael, aprirono il Rookie's Restaurant ad Allentown, in Pennsylvania.
Nel 1994, Toomey è stato eletto alla nuova Commissione di studio del governo di Allentown. Durante il suo mandato, ha redatto un nuovo statuto per la commissione che richiedeva una maggioranza assoluta per qualsiasi aumento delle tasse e ha istituito un sistema fiscale che riscuoteva tasse sui terreni a un'aliquota più elevata rispetto alle tasse sugli edifici. Gli elettori di Allentown approvarono lo statuto il 23 aprile 1996.
Nel 1998 entrò in politica con il Partito Repubblicano e riuscì a farsi eleggere deputato alla Camera dei Rappresentanti. Venne poi riconfermato per altri due mandati nel 2000 e nel 2002, ma nel 2004 non chiese la rielezione, candidandosi invece al Senato; Toomey però non ebbe successo, venendo sconfitto già nelle primarie dal senatore in carica Arlen Specter.
Dopo essere stato lontano dal Congresso per sei anni, Toomey decise di ricandidarsi nuovamente al Senato nel 2010 e questa volta riuscì a farsi eleggere.

## Vita privata
Sposato con Kris Ann Duncan, Toomey ha tre figli: Bridget, Patrick e Duncan.